# Steve Lewis (Musiker)
Steve J. Lewis (* 19. März 1896 in New Orleans; † 1941) war ein US-amerikanischer Jazzpianist und Komponist.

## Leben und Wirken
Lewis arbeitete  mit dem Silver Leaf Orchestra und Armand Piron; mit Piron und Peter Bocage trat er mehrere Jahre im Tranchina’s Restaurant auf. Mitte der 1910er Jahre trat er im Storyville-Bezirk mit einer eigenen Band auf, zu der auch Zutty Singleton gehörte. 1917 ging er mit einer Revue, die von Bill und Mary Mack geleitet wurde, auf Tournee. Im folgenden Jahr kehrte er nach New Orleans zurück, wo er wieder mit Piron zusammenarbeitete, mit dem er auch nach New York ging. Auch spielte er im Olympia Orchestra.
Lewis, der auch Songs wie Kiss Me Sweet schrieb, wirkte zwischen 1923 und 1926 an 15 Aufnahmesessions mit, u. a. mit dem Sänger Willie Jackson. In den späten 1920er Jahren arbeitete er zunehmend als Klavierlehrer und unterrichtete unter anderem Luis Russell.